# Rom (băutură alcoolică)

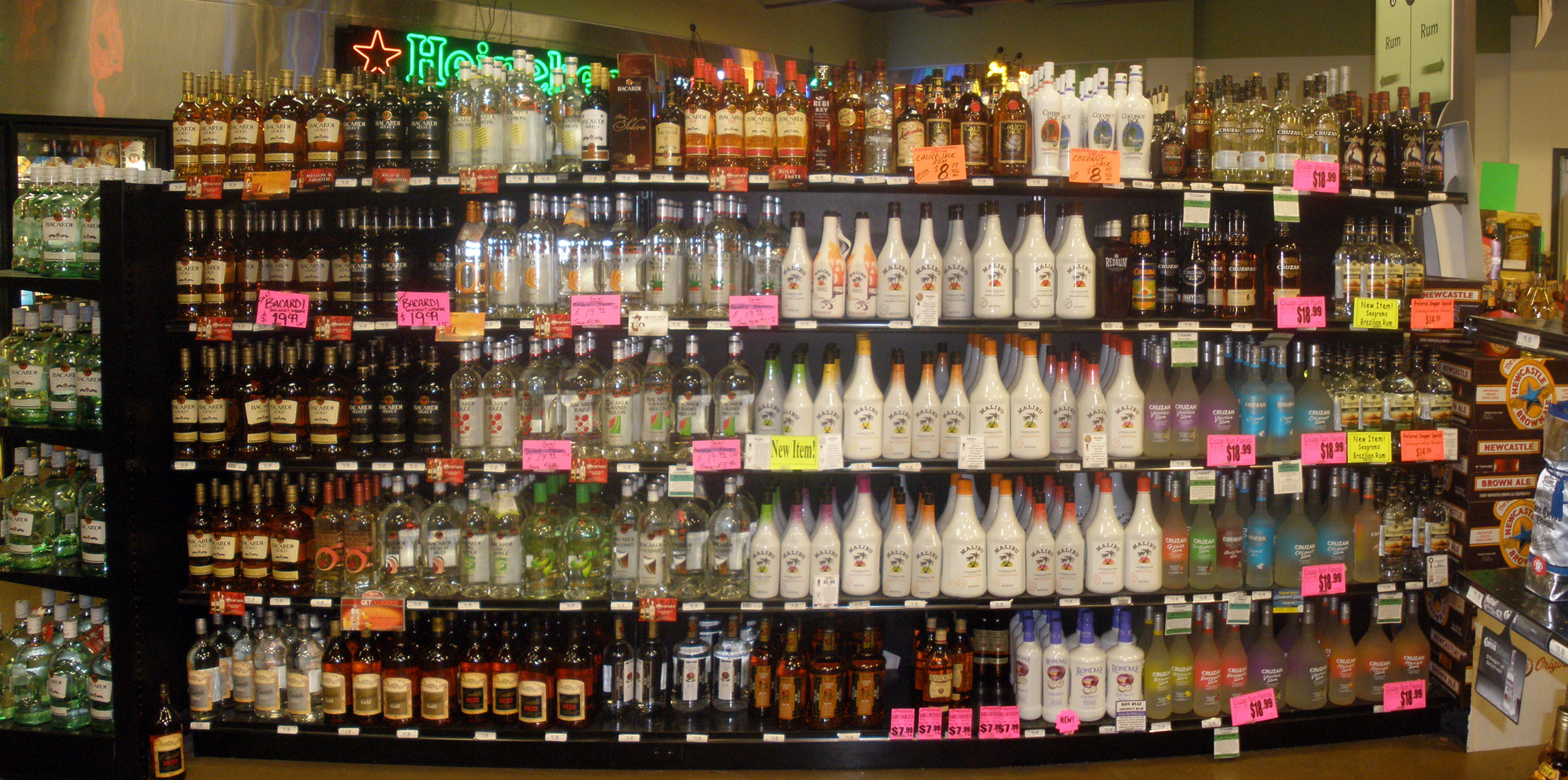
Sticle de rom

Romul este orice distilat alcoolic obținut din suc fermentat de trestie de zahăr, cu concentrația de alcool de la 37% la 40%.
Zonele cu cea mai mare producție de rom sunt cea mai mare parte a continentului american, dar și Filipinele sau India.
Romul este clasat în mai multe categorii: cele light sunt folosite pentru cocktail-uri, în timp ce romurile "aurii" sau "negre" (dark) se consumă ca atare sau se folosesc pentru a găti. Romul premium este, în general, conceput pentru a fi consumat ca atare.
Modul de a descrie tipul unui rom depinde de locația în care a fost acesta produs, iar cei mai frecvent folosiți termeni pentru a descrie tipurile de rom sunt: 
- Dark: Au o culoare particulară, maro, negru sau roșu, făcând parte din clase mai întunecate decât romurile aurii și sunt obținute din zahăr caramelizat sau melasă. De obicei acestea sunt îmbătrânite mai mult, în butoaie puternic carbonizate, astfel având arome mult mai puternice decât alte tipuri de rom. De asemenea, romul închis este cel mai des utilizat în gătit. Cele mai multe romuri dark provin din zone precum Jamaica sau Haiti.
- Aromate: Sunt infuzate cu arome de fructe precum: banană, mango, portocală, ananas, nucă de cocos, flori de stea sau tei, având, în general, o concentrație mai mică de 40% și, de obicei, sunt combinate în băuturile tropicale servite cu multă gheață. Adesea, aceste tipuri de rom au adăugate diverse substanțe chimice, care stimulează gusturile mâncării.
- Aurii: Sunt romuri îmbătrânite în butoaie de lemn, de obicei din stejar alb carbonizate, au o aromă și un gust mai puternic decât romul light și se poate considera că se situează la jumătatea drumului dintre romurile light și cele dark.
- Light: Sunt romuri ușoare, denumite uneori "argintii" sau "albe", au foarte puțină aromă și sunt uneori filtrate după îmbătrânire, pentru a îndepărta orice culoare. Cele mai multe romuri light sunt produse în Porto Rico și sunt populare pentru utilizarea lor în băuturi mixte, precum Mojito sau Daiquiri.
- Premium: Sunt romuri ce fac parte dintr-o categorie specială de piață, fiind în general branduri ce se pot vinde în magazine specializate de tip premium și sunt, în general, consumate ca atare.
- Condimentate: Romurile condimentate își obțin aromele prin adăugarea de mirodenii și uneori de caramel, majoritatea având o culoare închisă. Printre condimentele adăugate se află scorțișoara, rozmarinul sau piperul.